# Montes (Familienname)
Montes oder Montés ist ein spanischer Familienname.

## Namensträger
- Adolfo González Montes (* 1946), spanischer Geistlicher, Bischof von Almería
- Alessio Castro-Montes (* 1997), belgischer Fußballspieler
- Alfonso Montes (* 1955), venezolanischer Komponist und Gitarrist
- Amparo Montes (1925–2002), mexikanische Sängerin
- Ana Montes (* 1957), US-amerikanische Analystin des DIA und Spionin für den kubanischen Nachrichtendienst DI
- Andrés Montes (1955–2009), spanischer Journalist
- António Montes Moreira (* 1935), portugiesischer Geistlicher, Bischof von Bragança-Miranda
- Antonio Zambrano-Montes (1980–2015), mexikanischer Arbeiter, Todesopfer von Polizeigewalt in den USA
- Carlos Montes (1966–2014), spanischer Basketballspieler
- César Montes Agüera (* 1975), spanischer Handballspieler und -trainer
- César Montes Castro (* 1997), mexikanischer Fußballspieler
- Clemente Montes (* 2001), chilenischer Fußballspieler
- Conchita Montes (1914–1994), spanische Theater- und Filmschauspielerin
- Daniel Montes de Oca (Musiker), venezolanischer Musiker
- Daniel Montes de Oca (Fußballspieler) (* 1952), mexikanischer Fußballspieler
- Daniel Montes de Oca (Tennisspieler) (* 1962), uruguayischer Tennisspieler
- Elisa Montés (1934–2024), spanische Schauspielerin
- Federico Montes Alanís (1884–1950), mexikanischer Diplomat
- Francisco Montes (Fußballspieler) (* 1943), mexikanischer Fußballspieler
- Francisco Montes de Oca y Saucedo (1837–1885), mexikanischer Politiker und Militärarzt
- Francisco de Paula Díaz y Montes (1833–1891), mexikanischer Geistlicher, Bischof von Colima
- Gaspar Montes Iturrioz (1901–1998), baskischer Landschaftsmaler
- Gersón Montes (* 1997), ecuadorianischer Mittelstreckenläufer
- Getsel Montes (Getsel Ramón Montes Escobar, * 1996), honduranischer Fußballspieler
- Gonzalo Montes (* 1994), uruguayischer Fußballspieler
- Gracia Montes (1936–2022), spanische Sängerin
- Iñaki Montes de la Torre (* 2002), spanischer Tennisspieler
- Jacob Montes (* 1998), nicaraguanischer Fußballspieler
- Jesús Sanz Montes (* 1955), spanischer Priester, Erzbischof von Oviedo
- Jorge Montes (* 1989), dominikanischer Leichtathlet
- José Montes-Baquer (1935–2010), spanischer Film- und Fernsehregisseur
- José Francisco Montes Fonseca (1830–1888), honduranischer Politiker, Präsident 1862/1863
- José Luis Montes de Oca (* 1967), mexikanischer Fußballspieler
- José María Montes (1920–2011), argentinischer Geistlicher, Bischof von Chascomús
- José María Ignacio Montes de Oca y Obregón (1840–1921), mexikanischer Geistlicher, Bischof von San Luis Potosí, siehe Ignacio Montes de Oca y Obregón
- Juan Pablo Montes (* 1985), honduranischer Fußballspieler
- Luis Montes (* 1986), mexikanischer Fußballspieler
- Manny Montes (* 1981), puerto-ricanischer Reggaeton-Musiker
- Manuel Montes de Oca (Politiker, 1804) (1804–1841), spanischer Militär und Politiker
- Manuel Montes de Oca (Politiker, 1867) (1867–1934), argentinischer Politiker
- Marcos Montes (Politiker) (* 1949), brasilianischer Mediziner und Politiker
- Marcos Montes (Schauspieler) (* 1967), argentinischer Schauspieler und Musiker
- Nelson Montes, uruguayischer Fußballspieler
- Oscar Antonio Montes (1924–2012), argentinischer Politiker
- Osvaldo Montes (Bandoneonist) (1934–2014), argentinischer Bandoneonist und Tangokomponist
- Osvaldo Montes (Komponist) (* 1952), argentinischer Filmkomponist
- Pablo Montes (Leichtathlet) (1945–2008), kubanischer Leichtathlet
- Pablo Montes (Handballspieler), uruguayischer Handballspieler
- Rafael Montes de Oca, mexikanischer Maler, Ornithologe
- Ricardo David Montes (* 2006), venezolanischer Stabhochspringer
- Salvador Montes de Oca (1895–1944), venezolanischer Geistlicher, Bischof von Valencia
- Segundo Montes (1933–1989), spanisch-salvadorianischer Theologe und Hochschullehrer
- Yolanda Montes (1932–2025), US-amerikanische Tänzerin, Sängerin und Schauspielerin